# Achalinus spinalis
Achalinus spinalis ist eine Schlangenart der Gattung Achalinus, die zur Familie der Höckernattern (Xenodermidae) gehört.

## Merkmale

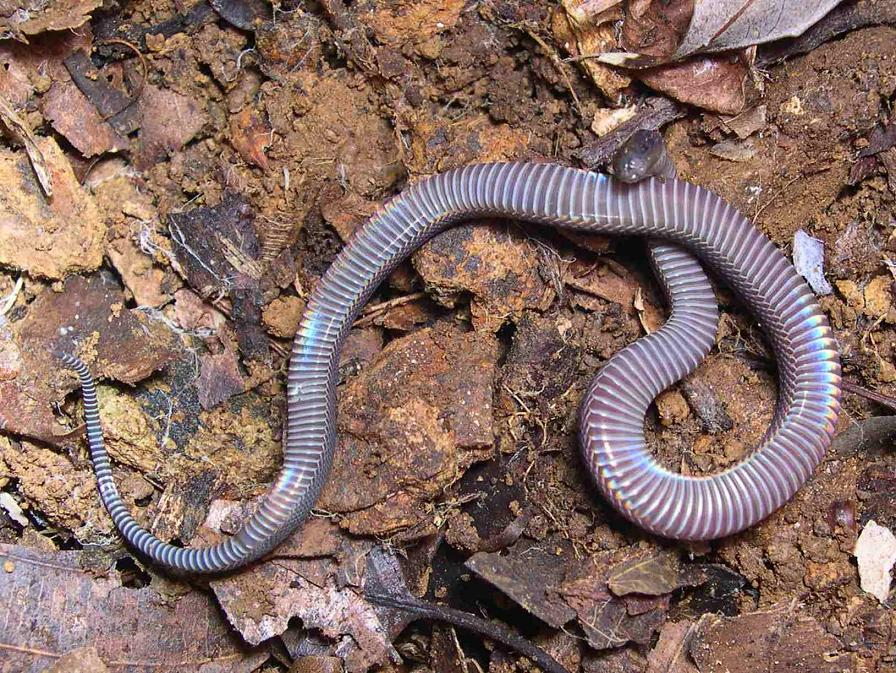
Achalinus spilanus, ventral

Die Grundfarbe ist braun, jedoch verläuft vom Nacken bis fast zur Schwanzspitze ein schwarzer Streifen entlang der Wirbelsäule. Die Kopf-Rumpf-Länge der kleinen Schlangenart liegt bei Männchen zwischen 10,5 und 33,5 Zentimetern und bei Weibchen zwischen 11,7 und 44,7 Zentimetern. Die Schuppen sind dorsal stark gekielt und überlappen nicht. Die Subcaudalia sind einreihig statt paarweise hintereinander angeordnet.
Eine ähnliche in Japan verbreitete Art ist Achalinus werneri. Diese ist jedoch etwas heller und hat ventral eine gelbliche Farbe.

## Lebensweise
Die nachtaktiven Schlangen wühlen im Erdboden nach Regenwürmern. In Japan sind die Schlangen zwischen Mitte Mai und Ende Oktober aktiv, während sie im Winter in eine Kältestarre verfallen. Über der Erdoberfläche anzutreffen sind sie im Juni bis Juli. Die Weibchen legen von Ende Juli bis Anfang August Gelege von etwa 3 bis 13 Eiern.
Zu den natürlichen Feinden der Art zählen Katzen und andere Schlangen. Bei letzteren wurden beispielsweise die Japanische Vierstreifennatter, Mamushi und Lycodon orientalis als Prädatoren der Höckernatternart beobachtet. Möglicherweise zählt auch die ebenfalls nachtaktive und feuchte Böden bervorzugende Krabbenart Geothelphusa dehaani zu den Fressfeinden.

## Verbreitungsgebiet und Gefährdung

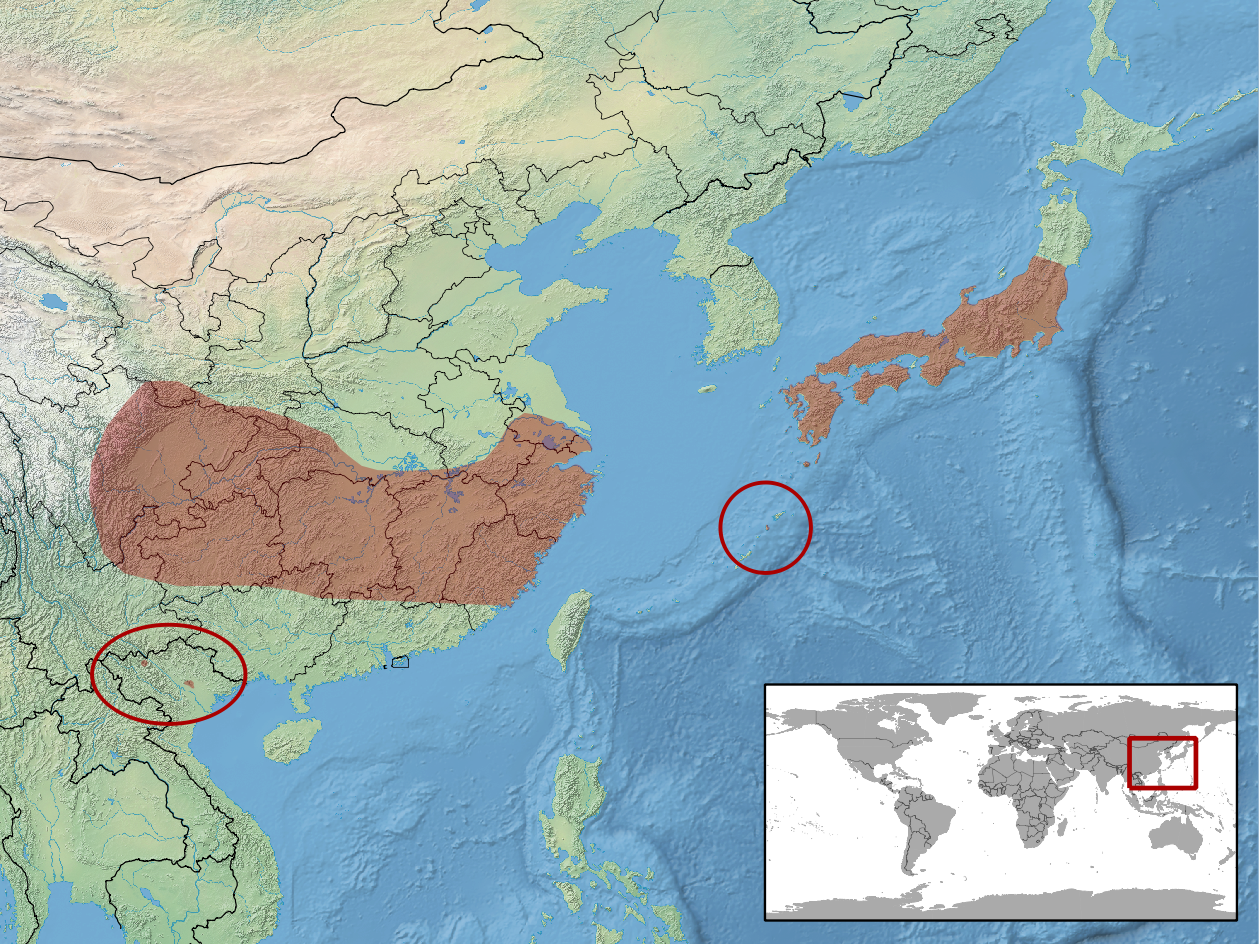
Verbreitungsgebiet von Achalinus spinalis

Achalinus spinalis ist in Zentral-China und Südchina, in Nord-Vietnam und in Japan auf Kyūshū, Shikoku, Honshū, den Ryūkyū-Inseln, den Koshiki-Inseln und Tokunoshima verbreitet. Im vietnamesischen Tam Đảo wurden die Schlangen in Wäldern auf 300 bis 900 Metern Höhe beobachtet.
Die IUCN stuft die Art aufgrund ihres großen Verbreitungsgebietes als nicht gefährdet („Least Concern“) ein. Die Art ist sehr empfindlich gegenüber Austrocknung und kann in trockener Umgebung platziert bereits nach wenigen Stunden sterben.

## Taxonomie
Die Art wurde 1869 von dem deutschen Zoologen Wilhelm Peters als Typusart der Gattung Achalinus erstbeschrieben. Das Artepitheton spinalis leitet sich von dem markanten schwarzen Streifen ab, der entlang der Wirbelsäule verläuft. Der japanische Name タカチホヘビ Takachiho-Hebi ist Nobumaro Takachiho gewidmet, welcher im Juni 1895 am Hikozan in Kyūshū ein erstes datiertes Exemplar der Art sammelte.
Synonyme:
- Achalinus spinalis Peters, 1869
- Ophielaps Braconnieri Sauvage, 1877
- Achalinus spinalis Boulenger, 1893
- Achalinus braconnieri Boulenger, 1893
- Achalinus spinalis weigoldi Mell, 1931